# 石和摂
石和 摂（いしわ せつ、1975年3月4日 - ）は、日本の俳優。千葉県出身。中央大学法学部卒業。

## 来歴
幼稚園児の頃に芸能事務所・劇団若草入り。1983年にフジテレビで放送のテレビドラマ『エプロンおばさん』で子役デビュー。若草在籍時に子役として主演した『オレゴンから愛』シリーズで脚光を浴びた。
大学時代からは中央大学映画研究会をベースに、卒業後もインディーズ映画に演出・主演作を残す。
現在は畑澤和也監督作を始め多くのTVドラマ、Vシネマの助監督として活躍中。

## テレビドラマ
- 花咲け花子 第2シリーズ 1983年10月7日 - 1984年3月2日
- オレゴンから愛'85- 1985年8月22日
- オレゴンから愛'86 - 1986年8月21日
- オレゴンから愛'87 - 1987年8月28日（『金曜女のドラマスペシャル』枠）
- 夏休みスペシャル　オレゴンから愛'88ホームステイサマー - 1988年8月26日（『男と女のミステリー』枠）
- オレゴン日記'89 - 1989年10月6日（『秋のドラマスペシャル』）
- オレゴンから愛II オレゴン日記'90 - 1990年8月31日（ドラマスペシャル）

## 映画
- ギララの逆襲/洞爺湖サミット危機一発（2008年） - 利雄
- 自宅でありがとう。さようなら（2023年） - 若かりし頃の恒三[2]

## 自主映画
- 桜の頃（監督：石和摂）
- 矢人間（監督：渡辺則明）
- お笑い殺人鬼。（監督：小林剛彦）
- 街に地下鉄がやってくる（監督：西能淳）

## スタッフとしての主な作品
- 特装 刑事マン Dreams come true (2003年／オリジナルビデオ／監督：植田尚)　助監督
- 時空警察ヴェッカーシグナ (2007年／TVドラマ／監督：畑澤和也)　助監督
- D.Dブレイカーりりあ 暗黒夢破壊譚 ACT-01 RIRIA (2008年／オリジナルビデオ／監督：田中守)　助監督